# Giorgio Santuz
Giorgio Santuz (Udine, 23 gennaio 1936) è un ex politico italiano.

## Biografia
Nato a Udine, di professione insegnante, ha ricoperto la carica di presidente dell'Ente Friuli nel mondo e della società Autovie Venete.
Deputato democristiano dal 1972 al 1994, ha ricoperto la carica di sottosegretario di Stato al Ministero degli Affari Esteri nei governi Andreotti V, Cossiga I e Fanfani VI, ai lavori pubblici nei governi Forlani, Spadolini I e II, al tesoro nel Fanfani V, all'industria, commercio e artigianato nel governo Craxi II, nonché Ministro della funzione pubblica nel governo Goria e Ministro dei trasporti nel governo De Mita.
È stato menzionato nel libro La Casta (pag 208-209) in relazione ad un patteggiamento proprio per una vicenda legata ad Autovie Venete.
Il 13 giugno 1992 ha ricevuto un avviso di garanzia per una indagine relativa a tangenti per l'aeroporto Malpensa nell'ambito della inchiesta mani pulite.
Tuttora risiede a Udine.